# Hvítserkur (montagne)
Pour les articles homonymes, voir Hvítserkur.
Le Hvítserkur, toponyme islandais signifiant littéralement en français « chemise de nuit blanche », est une montagne d'Islande située dans l'Est du pays, non loin de la localité de Bakkagerði.
Il s'agit des restes très érodés d'un volcan âgé de plusieurs millions d'années. Essentiellement formée de rhyolite et d'ignimbrite, elle est parcourue de veines de basalte.
La montagne est accessible par la route F946 prolongeant la route 946 jusqu'au Loðmundarfjörður.